# 井上康平 (映画監督)
井上康平（いのうえ こうへい ）は、日本の映画監督。東京都出身。

## 作品

### 映画
- ドキ死（2018年） - 監督
- ドンテンタウン[2][リンク切れ]（2020年） - 監督・脚本
- ハッピーエンディングス（2021年） - #1『鳥を見にいく』監督

### ドラマ
- とりあえずカンパイしませんか？（2023年3月 - テレビ東京） - 監督

脚注
1. ↑  “『ドンテンタウン』佐藤玲さん、笠松将さん、井上康平監督インタビュー” (2020年7月15日). 2022年4月23日閲覧。
2. ↑  https://dongtengtown.com/